# Welcome to the Pleasuredome
Welcome to the Pleasuredome (engl.: Willkommen in der Lustkuppel) ist das Debütalbum der britischen Band Frankie Goes to Hollywood. Es wurde am 29. Oktober 1984 in Großbritannien erstmals veröffentlicht.

## Entstehungsgeschichte
Die Pläne beim Plattenlabel ZTT Records sahen eigentlich die Produktion eines Musikalbums gar nicht vor. Das Konzept von ZTT bestand aus einer Trilogie von Singles zu den Themen Sex (Relax), Krieg (Two Tribes) und Liebe (The Power of Love). ZTT-Mitbegründer Paul Morley wollte die Band danach an ein Major-Label verkaufen:

„Mein Plan, der gleichzeitig unglaublich naiv und unwahrscheinlich gerissen war, bestand darin, ‚Power of Love‘ rauszubringen und Frankie anschließend für fünf Millionen an eine Firma wie CBS zu verkaufen.“

Das Konzept war jedoch erfolgreicher als vermutet und die ZTT-Mitgründer Trevor Horn und Jill Sinclair wollten der Band in der Annahme, sie würden wie die Village People vom Publikum aufgenommen, in Amerika zu Verkaufserfolgen verhelfen. Das als Doppelalbum konzipierte Debüt sollte auf der ersten Seite („F“) fast ausschließlich aus dem titelgebenden Stück bestehen; die bereits erfolgreichen Singles machen den Großteil der zweiten Seite („G“) aus, die dritte Seite („T“) besteht hauptsächlich aus Coverversionen und die vierte Seite („H“) aus weiteren Eigenkompositionen der Band.
Das Album wurde von Juli 1983 bis 1984 mit Trevor Horn als Produzent und Stephen Lipson und Stuart Bruce als Tontechniker in Oxford und London eingespielt. Die Produktionskosten beliefen sich auf knapp 400.000 britische Pfund. Der Anteil der Musiker an den Aufnahmen ist umstritten. Trevor Horn gab in Interviews zu, dass auf den veröffentlichten Aufnahmen für Relax weder Peter Gill, noch Brian Nash und Mark O’Toole zu hören sind.

## Veröffentlichung
Die Tournee zur Promotion des Albums begann im November 1984 in Kanada, gefolgt von Auftritten in den USA und einem Auftritt in der amerikanischen Fernsehsendung Saturday Night Live am 14. November. In den Vereinigten Staaten erreichte das Album im Mai 1985 Platz 33 der Billboard 200 und verblieb 31 Wochen in der Hitparade.
Vor allem Relax, aber auch Two Tribes und Welcome to the Pleasuredome entwickelten sich ebenso zu erfolgreichen Singles wie die Ballade The Power of Love. Unter einigen Coverversionen auf dem Album war auch der Song Born to Run von Bruce Springsteen, der laut Paul Morley einen kommerziellen Höhenflug, wie ihn die Band in Europa erlebte, in den USA verhinderte:

“One of my favourite things I ever did conceptually was to kill them off comepletely in America by getting them to cover ‚Born to Run‘. I saw them play in San Francisco and they started ‚Born to Run‘, and people were horrified.”

„Eine meiner konzeptuellen Lieblingsaktionen war es, sie in Amerika abzuschlachten, indem ich sie dazu brachte‚ Born to Run‘ zu covern. Ich sah sie in San Francisco ‚Born to Run‘ spielen und die Leute waren entsetzt.“

## Titelliste

### LP: ZTT / ZTTIQ 1 (Großbritannien)
Alle Stücke wurden von Peter Gill, Holly Johnson, Brian Nash und Mark O’Toole geschrieben, außer wo abweichend angegeben.

#### Seite 1 („F“ – „Pray Frankie Pray“)
1. Well... (Gill/Johnson/Nash/O’Toole/Andy Richards) – 0:55
2. The World Is My Oyster – 1:02
3. Snatch of Fury (Stay) (Gerry Marsden) – 0:36
4. Welcome to the Pleasuredome – 12:58

#### Seite 2 („G“ – „Say Frankie Say“)
1. Relax (Come Fighting) (Gill/Johnson/O’Toole) – 3:56
2. War (...and Hide) (Barrett Strong/Norman Whitfield) – 6:12
3. Two Tribes (For the Victims of Ravishment) (Gill/Johnson/O’Toole) – 3:23
4. (Tag) – 0:35 [ungelisteter Titel auf LP und einigen CD-Ausgaben]

#### Seite 3 („T“ – „Stay Frankie Stay“)
1. Ferry (Go) (Marsden) – 1:49
2. Born to Run (Bruce Springsteen) – 3:56
3. San Jose (The Way) (Bacharach/David) – 3:09
4. Wish (The Lads Were Here) (Gill/Johnson/O’Toole) – 2:48
5. The Ballad of 32 – 4:47

#### Seite 4 („H“ – „Play Frankie Play“)
1. Krisco Kisses – 2:57
2. Black Night White Light – 4:05
3. The Only Star in Heaven – 4:16
4. The Power of Love – 5:28
5. Bang – 1:08

- (Tag) ist ein nicht aufgelisteter Auszug von Two Tribes und beinhaltete die nachgemachte Stimme von Prinz Charles (von Chris Barrie), der über Orgasmen redet.
- Ferry (Go) ist eine Kurzversion von Ferry Cross the Mersey, von Gerry & The Pacemakers, das zuerst als B-Seite der Single Relax erschien. Ein ganz kurzer Auszug davon ist auf Seite 1 bei Snatch of Fury (Stay) zu hören.
- Die LP erschien auch als Picture Disc, Katalog-Nr. NEAT 1, und auf Kassette, Katalog-Nr. ZCIQ1.

### CD: ZTT / CID 101 (Großbritannien)
Die Original-CD-Version hatte die folgende geänderte Titelliste. Die nachfolgenden CD-Wiederveröffentlichungen folgten in Titelliste und Cover der Vinylveröffentlichung.
1. The World Is My Oyster – 1:57 (beinhaltet Well...)
2. Welcome to the Pleasuredome – 13:38 (beinhaltet Snatch of Fury (Stay))
3. Relax (Come Fighting) – 3:56
4. War (...and Hide) – 6:12
5. Two Tribes (For the Victims of Ravishment) including The Last Voice – 10:22
6. Born to Run – 4:13
7. Happy Hi! – 4:12 (B-Seite der Single Welcome to the Pleasuredome)
8. Wish (The Lads Were Here) including The Ballad of 32 – 7:35
9. Krisco Kisses – 2:57
10. Black Night White Light – 4:05
11. The Only Star in Heaven – 4:16
12. The Power of Love – 5:28
13. Bang – 1:08

- Auf manchen CD-Wiederveröffentlichungen fehlen die Vocals von „Snatch of Fury (Stay)“.
- Eine Wiederveröffentlichung von 2000 enthielt die Bonus-B-Seiten-Titel „One September Monday“ (4:50) und „One February Friday“ (4:58).

### Deluxe-Edition zum 25. Jubiläum
2010 erschien eine Deluxe-Edition zum 25. Jubiläum mit zweiter CD mit unveröffentlichtem Material.
1. Relax (Greatest Bits) – 16:59
2. One September Monday – 4:49
3. The Power of Love (12 inch version) – 9:30
4. Disneyland – 3:07
5. Two Tribes (Between Rulers And Ruling) – 4:10
6. War (Between Hidden And Hiding) – 4:00
7. Welcome to the Pleasuredome (Cut Rough) – 5:40
8. One February Friday – 5:00
9. The Ballad of 32 (Mix 2) – 11:03
10. Who Then Devised the Torment? – 0:16
11. Relax (Greek Disco Mix) – 6:18
12. Watusi Love Juicy – 4:03
13. The Last Voice – 1:14

## Rezeption
Das britische Magazin „Record Mirror“, das damals regelmäßig wöchentliche Hi-NRG-Charts veröffentlichte, wählte Frankie Goes to Hollywood zur „beste[n] Band des Jahres 1984“. Der Einfluss der Band auf High Energy Dance Music, die in der Subkultur männlicher, britischer Homosexueller verwurzelt ist, wird auch bei Wicke/Ziegenrücker genannt.
Das deutsche Fachblatt „Musikexpress“ rezensierte das Album als „Lust und Gier bejahendes Fest“; das Album gebe „über vier Seiten ein Bild von Erotik, Romantik und Primitivität“.
Die Frankfurter Rundschau beschrieb das Album als „ein ironisches Spiel mit dem eigenen Phalluskult, gemischt mit Antikriegsparolen im Discostampf“.
Musikjournalist Dave Thompson rezensierte Welcome to the Pleasuredome in seinem Buch „Alternative Rock“ mit den Worten: „For just a few magic moments, the world really was their oyster“ (engl. Für nur ein paar wenige magische Momente lag ihnen die Welt wirklich zu Füßen), und bezog sich dabei auf eine Textzeile aus dem Album. Er wertete mit 8 von 10 Punkten.
Joel McIver, der auch für den Record Mirror schreibt, rezensierte das Album für Robert Dimerys 1001 Albums You Must Hear Before You Die und kommt zu einem ähnlichen Schluss: „und der schräge Glamour von Welcome ließen für einen Moment den Glauben aufkommen, eine völlig neue Bewegung wäre aufgetaucht.“
Ned Raggett von „Allmusic“ charakterisierte das Album als eine Veröffentlichung, die „outrageously over-the-top, bizarre, but fun“ (engl. unerhört übertrieben, bizarr, aber lustig) sei. Er gab ihm 4 von 5 Sternen.

## Kommerzieller Erfolg

### Chartplatzierungen
Das Album erreichte fast 1,5 Millionen Vorbestellungen und stieg direkt nach der Veröffentlichung auf Platz 1 in den britischen Albencharts ein, hielt sich dort insgesamt 63 Wochen und zählte drei Monate nach der Veröffentlichung Ende 1984 zu den zehn bestverkauften Alben der Dekade.
In Deutschland erreichte das Album Platz 4 der Charts, und hielt sich dort 38 Wochen. In Österreich erreichte das Album Platz 3 und hielt sich 4,5 Monate und in der Schweiz Platz 5 bei einer Verweildauer von 17 Wochen.
| ChartsChartplatzierungen       | Höchstplatzierung | Wochen/ Monate |
| ------------------------------ | ----------------- | -------------- |
| Deutschland (GfK)              | 4 (39 Wo.)        | 39 Wo.         |
| Österreich (Ö3)                | 3 (4,5 Mt.)       | 4,5 Mt.        |
| Schweiz (IFPI)                 | 5 (17 Wo.)        | 17 Wo.         |
| Vereinigte Staaten (Billboard) | 33 (41 Wo.)       | 41 Wo.         |
| Vereinigtes Königreich (OCC)   | 1 (67 Wo.)        | 67 Wo.         |

| ChartsJahrescharts (1985) | Platzierung |
| ------------------------- | ----------- |
| Deutschland (GfK)         | 18          |
| Österreich (Ö3)           | 17          |

### Auszeichnungen für Musikverkäufe
Der britische Phonoverband zertifizierte im Mai 1985 die dritte Platinschallplatte für mehr als 900.000 verkaufte Tonträger. Vom deutschen Phonoverband wurde es ebenfalls mit einer Platinschallplatte ausgezeichnet.
| Land/Region                  | Auszeichnungen für Musikverkäufe (Land/Region, Auszeichnung, Verkäufe) | Verkäufe  |
| ---------------------------- | ---------------------------------------------------------------------- | --------- |
| Deutschland (BVMI)           | Platin                                                                 | 500.000   |
| Kanada (MC)                  | Platin                                                                 | 100.000   |
| Neuseeland (RMNZ)            | 4× Platin                                                              | 80.000    |
| Niederlande (NVPI)           | Gold                                                                   | 50.000    |
| Österreich (IFPI)            | Gold                                                                   | 25.000    |
| Vereinigte Staaten (RIAA)    | Gold                                                                   | 500.000   |
| Vereinigtes Königreich (BPI) | 3× Platin                                                              | 900.000   |
| Insgesamt                    | 3× Gold · 9× Platin ·                                                  | 2.155.000 |